# Коргасинський сільський округ
Коргаси́нський сільський округ (каз. Қорғасын ауылдық округі, рос. Коргасынский сельский округ) — адміністративна одиниця у складі Улитауського району Улитауської області Казахстану. Адміністративний центр — село Коргасин.
Населення — 413 осіб (2021; 538 у 2009, 795 у 1999, 1095 у 1989).
Станом на 1989 рік існувала Коргасинська сільська рада (села Кизилуй, Коргасин, Унгірлі).

## Склад
До складу округу входять такі населені пункти:
| Населений пункт | Населення, осіб (1989) | Населення, осіб (1999) | Населення, осіб (2009) | Населення, осіб (2021) |
| --------------- | ---------------------- | ---------------------- | ---------------------- | ---------------------- |
| Кизилуй, село   | 134                    | -                      | -                      | -                      |
| Коргасин, село  | 852                    | 687                    | 514                    | 380                    |
| Унгірлі, село   | 109                    | 108                    | 24                     | 33                     |